# Zoja Rudnova
Zoja Rudnova (Moscú, 19 de agosto de 1946 - Moscú, 12 de marzo de 2014) fue una jugadora tenis de mesa rusa, que defendió la bandera de la Unión Soviética.

## Carrera
Desde 1964 hasta 1976 ganó numerosas medallas en individuales, dobles y por equipo tanto en Campeonatos Mundiales y en Campeonatos Europeos. Se convirtió bicampeona de Europa en individuales, tres veces campeona con el equipo de la Unión Soviética, un en dobles y cuatro ocasiones en dobles mixtos. Fue la primera mujer en convertirse en campeona absoluta de Europa en 1970, ganando las todas las medallas de oro posibles (individuales, por equipos, dobles, dobles mixtos), una gran hazaña que solo se ha repetido una vez desde entonces.
Fue miembro del equipo de la Unión Soviética femenina que ganó el oro en el Mundial de 1969 que fue la única vez que la URSS o Rusia ganaron una medalla de oro como equipo (ella también se colgó la medalla de plata por equipos del Mundial de 1967). También tenía una de las dos únicas medallas de oro del campeonato mundial de tenis de mesa que no ha sido ganada por URSS o Rusia - en dobles en 1969 con Svetlana Grinberg.
También ganó cuatro títulos del Abierto de Inglés (tenis de mesa).
Zoja Rudnova murió el 12 de marzo de 2014, a la edad de 67 años.